# Xhanfise Keko
Xhanfise Keko (Gjirokastra, 1929-Tirana, 2007) fue una destacada directora albanesa del siglo XX. Fue la primera directora de cine albanés para niños y es considerada la pionera en ese género cinematográfico en Albania.

## Trayectoria
Xhanfise Keko nació el 27 de enero de 1929 en Gjirokastra  y falleció el 22 de diciembre de 2007. Comenzó su carrera como editora y fue miembro fundadora de Kinostudio Nueva Albania, en 1952. Tras una larga experiencia como montadora audiovisual y documentalista, inicia su carrera como directora en 1971. Durante 13 años, hasta 1984, Keko realizó 12 largometrajes, que siguen siendo populares hoy en día, especialmente entre los niños. Las obras de Keko no solo presentan valor artístico, sino también educativo.
En sus trabajos retrata el mundo y la visión infantil centrándose en los deseos y la psicología de los niños. Comprende la infancia no como una transición, sino como un periodo completo respetando con ello la autonomía de los niños, siguiendo así al filósofo René Schérer. También centra su atención en la tesis del psicólogo Lev Vygotski (1896-1934) empleando la pedagogía basada en el juego como metodología durante sus grabaciones. Los sets donde se desarrollaban sus películas se planteaban como espacios abiertos de juego donde todos estaban implicados. El objetivo final era comprender la infancia no solo como tema central de sus películas, sino como el artífice de las mismas.

## Censura
Su producción tuvo que hacer frente a la censura debido a su propia condición de mujer trabajadora en la Albania comunista de 1970 y 1980. Debido a las temáticas tratadas en su filmografía pudo acercarse a temas considerados tabús y controvertidos como el asunto del divorcio que fue tratado en el largometraje Mientras se filma una película, 1981. También se acercó a otros asuntos como la sociedad de hijos únicos.

## Reconocimientos
En 1984 fue galardonada con el alto título de Artista del Pueblo, en 1976 también ganó la Primera Copa del Festival por la película Beni camina solo (1975). Xhanfise Keko es la primera directora albanesa galardonada con premios internacionales. En el Festival Internacional de Cine para Niños y Jóvenes de Xifoni (Italia), fue galardonada por las películas Beni camina solo (1975), Siguiendo las huellas (1978) y Tomka y sus amigos (1977).
En el año 2023 el Museo Nacional Centro de Arte Reina Sofía organizó un ciclo de cine dedicado a Xhanfise Keko titulado "El mundo para la infancia" (1973-1984) comisariado por Chema González en colaboración con NUMAX Cinema, siendo la primera retrospectiva en España de la directora. Se visualizaron cuatro largometrajes de la directora; Beni camina solo (1975), Tomka y sus amigos (1977), Mimoza caprichosa (1973) y Taulant quiere una hermana (1984).

## Obras
Sus largometrajes se centraban principalmente en los desafíos, las frustraciones y las aspiraciones en la infancia.

### Trabajos como directora
- Taulant busca una hermana (1984)
- Un pequeño retraso (1982)
- Cuando se hizo una película (1981)
- Pequeño velo partisano (1980)
- Siguiendo las huellas (1978)
- Tomka y sus amigos (1977)
- Highlanders detrás de los comisionados (1976)
- Sonidos de guerra (1976)
- Beni camina solo (1975)
- Por la gente, con la gente (1975)
- Informe de Tropoja (1975)
- La ciudad más joven del mundo (1974)
- Mimoza caprichosa (1973)
- VI Congreso ALP (1972)
- Levantamiento en el Palacio (1972)
- Escuela de sonidos de colores (1972)
- A B C. . . Z H (1971)
- Del Festival de Arte Infantil (1969)
- Caminando por las existencias (1968)
- Banderas de acciones arriba (1968)
- Se adelantan (1967)
- Mujeres heroicas albanesas adelante (1967)
- Gran amistad que lucha contra la unidad (1966)
- Una historia de gente trabajadora (1963)
- III Congreso de la APS (1952)

### Trabajos como editora
- Siguiendo las huellas (1978)
- Tomka y sus amigos (1977)
- Ben camina solo (1975)
- La ciudad más joven del mundo (1974)
- La cama del emperador (1973)
- Viejas heridas (1968)